# Margaret Cruwys
 (août 2023).
Si vous disposez d'ouvrages ou d'articles de référence ou si vous connaissez des sites web de qualité traitant du thème abordé ici, merci de compléter l'article en donnant les références utiles à sa vérifiabilité et en les liant à la section « Notes et références ».
 (août 2023).
Margaret Campbell Speke Cruwys, née Abercrombie le 20 octobre 1894 et décédée le 12 mars 1968, est une archiviste et une historienne du Devon.

## Biographie
Née à Ayr, en Écosse, elle est la fille d'Alexander Houghton Abercrombie, officier dans le 21e régiment des Fusiliers royaux écossais. Le 19 novembre 1917, elle épouse Lewis George Cruwys, de Cruwys Morchard, dans le Devon, à l'église St David, à Exeter.
Elle devient membre de la Devonshire Association en 1931 et en est élue présidente en 1952. Membre de la Devon and Exeter Institution, elle en a d'abord été secrétaire puis présidente. Margaret Cruwys a été rédactrice en chef de Devon and Cornwall Notes and Queries pendant trente ans. Elle reçoit le titre de membre de la Society of Antiquaries of London en 1950 pour son travail d'indexation et de catalogage de la vaste collection de documents familiaux conservés à Cruwys Morchard House.
Elle est décédée le 12 mars 1968 au 31 St Peter Street à Tiverton, et a été enterrée le 18 mars 1968 à l'église de la Sainte-Croix, à Cruwys Morchard dans le Devon.

## Œuvres
- (en) « The Diary of John Cruwys of Cruwys Morchard (1682-8) », Devon and Cornwall Notes & Queries, vol. XVIII,‎ avril 1933, p. 259–264.
- (en) A Cruwys Morchard Notebook, 1066-1874. Exeter: J. Townsend & Sons, 1939.
- Records at Cruwys Morchard [presidential address], Trans. Dev. Assoc. 84, 1952, pp. 1–19.
- (en) The Register of Baptisms, Marriages and Burials of the parish of St Andrew's Plymouth, Co. Devon, A.D. 1581-1618, with baptisms 1619-1633, Exeter, Devon and Cornwall Record Society, 1938-1954.
- (en) « A Memoir »  (en collaboration avec D.J. Stéphan), Devon and Cornwall Notes and Queries, vol. XXXI,‎ 1968–70, p. 33–34.